# Serdar Bingöl
Serdar Bingöl (* 6. Januar 1996 in Varto) ist ein deutsch-türkischer Fußballspieler.

## Karriere

### Vereine
Bingöl durchlief die Jugendmannschaften von Borussia Dortmund und wechselte im Januar 2015 mit einem Profivertrag ausgestattet zum türkischen Erstligisten Eskişehirspor. Hier absolvierte er lediglich mit einem Pokalspiel nur ein Pflichtspiel für die Profimannschaft und wurde sonst in der U-21-Mannschaft eingesetzt. Im Sommer 2015 wechselte er dann zum Istanbuler Drittligisten Tuzlaspor. Nachdem er hier eine Spielzeit ohne Pflichtspieleinsatz verbracht hatte, kehrte er mit seinem Wechsel im Sommer zu BSV Rehden nach Deutschland zurück. Nach einer Saison und 25 Ligaspielen für den BSV wechselte er zur Saison 2017/18 zur SG Wattenscheid 09. Die Saison 2018/19 verbrachte er bei den Amateuren von FC Schalke 04.
Zur Saison 2019/20 wechselte Bingöl zum türkischen Zweitligisten Adanaspor.

### Nationalmannschaft
Bingöl spielte für die türkische U-15-Nationalmannschaft. Mit ihr nahm er 2012 am Ägäis-Pokal teil und wurde bei dem Turnier mit seinem Team Zweiter.